# Pavel Ondrus
Pavel Ondrus (ur. 19 maja 1919 w Pitvaros, zm. 8 marca 1980 w Bratysławie) – słowacki językoznawca, dialektolog. Zajmował się badaniami gwar słowackich, socjolektów oraz słowackiego języka standardowego.

## Życiorys
Studiował słowacystykę i filozofię na Wydziale Filozoficznym Uniwersytetu Komeńskiego w Bratysławie (1940–1945). W 1952 r. uzyskał tytuł akademicki PhDr.; od 1959 r. docent; od 1960 r. kandydat nauk (CSc); od 1972 r. – doktor nauk (DrSc.). W 1975 r. otrzymał profesurę.
W latach 1939–1941 był zatrudniony w Ministerstwie Szkolnictwa i Oświaty Narodowej w Bratysławie. W latach 1944–1949 pracował jako nauczyciel. W 1949 r. został zatrudniony na Wydziale Filozoficznym Uniwersytecie Komeńskiego; w latach 1977–1980 kierownik katedry.
W roku akademickim 1974/1975 wykładał język słowacki na Moskiewskim Uniwersytecie Państwowym im. M.W. Łomonosowa.
Autor publikacji książkowych z zakresu dialektologii słowackiej; autor bądź współautor podręczników akademickich.

## Wybrana twórczość
- Stredoslovenské nárečia v Maďarskej ľudovej republike (Bratysława, 1956)
- Prehľad slovenskej dialektológie (Bratysława, 1961)
- Morfológia spisovnej slovenčiny (Bratysława, 1964)
- Výskum slovnej zásoby slovenských nárečí (Bratysława, 1966)
- Číslovky v súčasnej spisovnej slovenčine (Bratysława, 1969)
- Vetný rozbor v príkladoch (Bratysława, 1971)
- Slovenská lexikológia II (Bratysława, 1972)
- Kapitoly zo slovenskej morfológie (Bratysława, 1978)
- Dejiny slovenského jazyka a dialektológia (Bratysława, 1979)
- Súčasný slovenský spisovný jazyk. Lexikológia (Bratysława, 1980)